# Крамолин
Крамоли́н (болг. Крамолин) — село в Габровській області Болгарії. Входить до складу общини Севлієво.

## Населення
За даними перепису населення 2011 року у селі проживали 399 осіб.
Національний склад населення села:
| Національність   | Кількість осіб | Відсоток |
| ---------------- | -------------- | -------- |
| болгари          | 228            | 58,5%    |
| турки            | 138            | 35,4%    |
| роми             | 21             | 5,4%     |
| інша             | 0              | 0%       |
| не визначились   | 3              | 0,8%     |
| Всього відповіли | 390            |          |

Розподіл населення за віком у 2011 році:
Динаміка населення: